# Iginio Tansini
Iginio Tansini (Lodi, 16 novembre 1855 – Belgioioso, 13 ottobre 1943) è stato un chirurgo e oncologo italiano che ha portato nel campo scientifico notevoli contributi e ha introdotto in chirurgia concetti terapeutici e tecniche operative nuove.

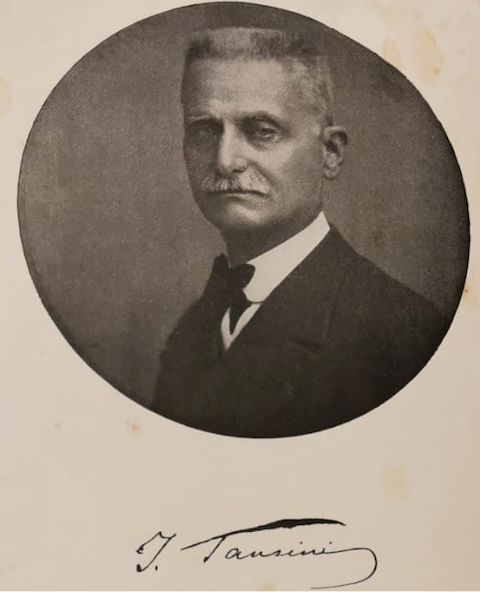
Ritratto di Iginio Tansini da Scritti medici

Di fondamentale importanza sono i suoi studi sul cancro, così come la ricerca di tecniche di preparazione di lembi miocutanei per la riparazione di perdite di sostanza corporea di varia natura, tanto da rendere Tansini uno dei precursori di questo tipo di chirurgia.

## Biografia

### Gli esordi
Iginio Tansini nacque a Lodi il 16 novembre 1855. Dopo aver completato gli studi classici, frequentò la Facoltà di Medicina e Chirurgia dell'Università degli Studi di Pavia, dove si laureò nel 1878.
Iniziò la sua carriera chirurgica nello stesso ateneo pavese dove avevano insegnato alcuni dei più grandi Maestri della moderna arte chirurgica: Antonio Scarpa, Luigi Porta, Enrico Bottini. Tansini cominciò a fare pratica come assistente chirurgo al Dipartimento di Chirurgia dell’ospedale di Pavia, sotto la guida dello stesso Bottini (1835-1903), professore ordinario di chirurgia dell’università locale e, nel 1881, diventò il direttore del Dipartimento di Chirurgia dell’ospedale di Lodi, la sua città natale.
Nello stesso periodo fu professore aggiunto di chirurgia all’Università di Pavia, incarico che mantenne fino al 1888.
Già dal 1882 aveva descritto e pubblicato con successo alcuni interventi di altissima chirurgia; tra i più noti vi sono: una resezione utero-ovarica cesarea, una riparazione di perforazione intestinale, una tiroidectomia, la resezione del mascellare superiore con il metodo di Bottini, la resezione di stomaco e piloro per cancro, la ricostruzione dell’uretra maschile.

### L'attività didattica
Il 21 novembre del 1884, all’età di 29 anni, iniziò la sua attività didattica e tre anni dopo fu il primo in Italia a praticare con esito felice un'ampia resezione gastrica per cancro, sperimentata per la prima volta da Theodor Billroth nel 1881, in seguito alle scoperte di Lister sull’applicazione delle norme antisettiche.
Nel 1889, vincitore di concorso, conquistò il posto di Clinico chirurgo dell’Università di Modena, dove, in occasione della prima lezione, esordì con una prolusione: “Sui doveri e sul carattere del chirurgo moderno”.
Tuttavia, la sua permanenza romagnola fu di breve durata, poiché, nel 1892 si spostò all’Università di Palermo, dove venne chiamato a presiedere la cattedra di Clinica Chirurgica.
Nell’Ateneo siciliano, Tansini si dedicò alla promozione di alcune nuove costruzioni di reparti ospedalieri, come la cosiddetta “baracca chirurgica”, inaugurata nel 1893. Difatti, il chirurgo, sin dall’inizio della sua carriera palermitana, si pose problemi di riorganizzazione degli spazi e di innovazione tecnologica in ambito chirurgico. Non a caso, durante il decennio trascorso a Palermo, egli diede ampia dimostrazione delle sue capacità, come testimoniano le relazioni sull’attività svolta dalla Clinica Chirurgica, pubblicate per trienni, nel 1896 e nel 1899, e le numerose altre pubblicazioni e comunicazioni tenute dinanzi ai soci dell’Accademia delle Scienze Mediche.
Nel 1894 Tansini pubblicò il procedimento per la cauterizzazione del moncone centrale del nervo nella neurectomia per nevralgia del trigemino, usando la galvanocaustica e il termocauterio con successo duraturo.
Tra il 1895 e il 1903 la carriera di Tansini si incentrò principalmente sull’innovazione del metodo per la ricostruzione dei difetti dei tessuti molli dovuti alla resezione della ghiandola mammaria nel trattamento del cancro:  si effettuava la trasposizione del muscolo grande dorsale e di parte del muscolo grande rotondo alla parete toracica anteriore per ricoprire i difetti, utilizzando un lembo miocutaneo.
Dopo i dieci anni trascorsi in Sicilia, Tansini declinò l’offerta propostagli dall’Università di Bologna di diventare Direttore della Clinica chirurgica; motivo di tale rinuncia fu la morte di Bottini, avvenuta nel 1903. Difatti, Tansini fu nominato come suo successore alla Facoltà di Medicina dell’Università di Pavia, dove lavorò anche come Direttore del Dipartimento di Chirurgia dell’ospedale, con voto unanime della Facoltà, allora sotto l’egida di Camillo Golgi,  fino al 1931, anno del suo pensionamento.
Memorabili sono gli anni trascorsi durante la Prima Guerra Mondiale nel Corpo d'armata di Milano, come Presidente del Comitato sanitario regionale e consulente chirurgo.
A Pavia volle con sé Francesco Purpura, suo collaboratore durante gli anni siciliani. Le parole di quest’ultimo durante le onoranze tributate al suo Maestro il 30 novembre 1931 (quando, per raggiunti limiti di età, lasciava l’insegnamento attivo, ricevendo la nomina di Emerito), costituiscono un’importante testimonianza delle immense capacità di ricercatore, studioso e chirurgo insite in Iginio Tansini.
“Veniva il Maestro nell’anfiteatro, dettava, con parola elegante, precisa e con logica stringente, la sua lezione e poi faceva lavoro d’arte sull’ammalato, seguito dagli astanti in silenzio religioso e con animo meravigliato e commosso.
Un grande avvenimento per medici e studenti rappresentavano le operazioni cavitarie più gravi, praticate in una stanza ristretta e con limitazione di spettatori: e l’interesse era tale che la massa degli scolari si accalcava nel cortile, dietro la finestra, per poter seguire, attraverso questa, l’atto operativo.
Cominciai a frequentare la Clinica e fui preso anch’io dal fascino del’Insegnante e dell’Artista. Ricordo le brillanti e grandiose operazioni sul capo, sul collo, nella cavità addominale; ricordo i voluminosi gozzi, che affluivano in Clinica, e ricordo i colossali miofibromi dell’utero, di cui si notava nell’esercizio di ogni anno un’inesauribile collezione. […]
...Iginio Tansini rappresenta una delle figure più eminenti della Chirurgia Italiana, come Scienziato, come Clinico, e come Insegnante.
Sperimentatore originale e profondo dell’anatomia e della fisiologia, eseguì numerosi lavori, portando nuova luce nel campo chirurgico, sia riguardo alle conoscenze scientifiche come a quelle d’indole tecnica. Ricordo le ricerche sperimentali sull’isolamento dell’intestino dal mesenterio e sull’impulso cardiaco in rapporto all’apertura delle cavità splancniche; ricordo le ricerche anatomiche sull’anatomia della arteria succlavia, sull’istologia del gozzo congenito, sulle anomalie del muscolo digastrico e, in genere, sulle anomalie anatomiche più importanti in rapporto alla Medicina Operatoria”.
Pertanto, come sottolineato da Purpura, ciò che più esprime l’obiettivo di Tansini, è la ricerca della verità clinica e la verifica dell’efficacia terapeutica; egli potrebbe essere considerato il modernizzatore della chirurgia del tempo, dal momento che fu il primo ricercatore ad usare il metodo sperimentale in ambito chirurgico.

### Gli ultimi anni
Dal momento in cui fu collocato in pensione egli cercò di sensibilizzare l’opinione pubblica nei confronti delle neoplasie maligne e perfezionò e diffuse le sue tecniche chirurgiche originali, iniziando una campagna di prevenzione “Per gli ex cancerosi e per i predisposti per ereditarietà”. Inoltre, si impegnò per la fondazione di un Istituto per la Prevenzione del cancro.
La sua partecipazione fu richiesta in numerose Accademie nazionali ed internazionali; fu socio delle più importanti associazioni mediche e chirurgiche in tutto il mondo; tra le innumerevoli partecipazioni a Congressi nazionali ed internazionali, si ricorda il VII Congresso della Società Internazionale di Chirurgia che si tenne a Roma dal 7 al 10 aprile del 1926.
Durante i lavori a questo importante convegno, ebbe l’onore di presiedere con Davide Giordano le relazioni a Rochester e Saragozza sulla terapia dei tumori cerebrali.
Nello stesso anno ha inizio la sua ricerca in campo oncologico, che lo porta a sostenere l’ipotesi della diagnosi precoce del tumore basata su una biopsia; Tansini arrivò a concludere che il trattamento appropriato per il cancro fosse solo un intervento chirurgico e che la recidiva del cancro potesse essere evitata attraverso l’asportazione dell’intero organo con un attento esame dei margini chirurgici. Contemporaneamente, furono introdotte le colorazioni istochimiche della chirurgia oncologica.
Onorato dai suoi allievi e stimato dagli amici e colleghi, morì, all’età di 88 anni, a Belgioioso, il 13 ottobre del 1943.

## Operazioni chirurgiche principali

### Ricostruzione mammaria
Nel 1895 Iginio Tansini mise a punto un intervento che provvedeva non solo alla riparazione dei difetti cutanei, conseguente all’intervento di mastectomia radicale, ma anche alla ricostruzione vera e propria del volume e della conformazione della mammella asportata; egli, per primo ideò e codificò la tecnica, che da lui prende il nome, basata sull’impiego di un lembo miocutaneo allestito sul dorso e ruotato in un solo tempo sulla breccia operatoria.
L'obiettivo di Tansini era quello di limitare i danni funzionali ed estetici dell'intervento di mastectomia radicale, ma la sua operazione, nonostante fosse conosciuta a livello globale, non ebbe la diffusione pratica che meritava.
Le ragioni di questo iniziale insuccesso erano da ricercare nella generale preferenza accordata all’operazione di William Stewart Halsted, ormai di fama internazionale, e nella necessità di attuare, con l’operazione di Tansini, una tecnica più accurata, che richiedeva maggior impegno e più tempo: inizialmente la sopravvivenza del lembo miocutaneo non era sempre assicurata.
Per tale motivo lo stesso Tansini modificò, prima nel 1906 e poi nel 1915, la tecnica di preparazione del lembo destinato a chiudere l’ampia breccia rimanente dall’amputazione della mammella senza produrre alla paziente dei danni funzionali ed estetici.
Come dichiarato dallo stesso Tansini, gli scopi dell'operazione erano i seguenti:

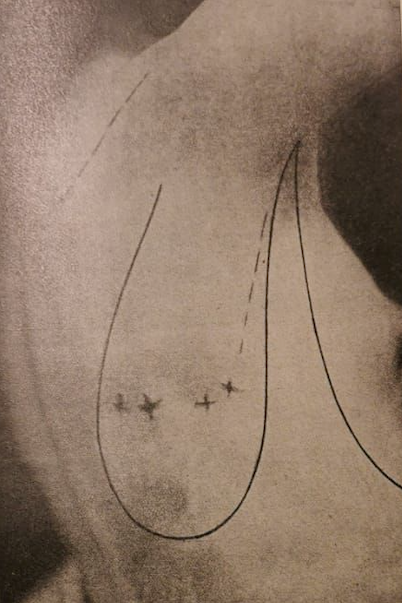
Rappresentazione del contorno del lembo dorsale destinato a colmare la breccia mammaria

“Oltre ad ottenere un largo lembo con una pelle resistente, il più possibilmente lontano dalla regione mammaria, poco proclive all’innesto del cancro ed infine di evitare con la stessa plastica, la retrazione cicatriziale dell’ascella che spesso osservassi dopo l’incisione lineare che praticasi pelo svuotamento del cavo ascellare; la cicatrice risultante dall’odierna tecnica non raramente riesce aderente ai grossi tronchi vascolari e nervosi, così che limita notevolmente i movimenti del braccio e determina talvolta compressione non indifferente sulla vena ascellare”.

### Fasi
I cinque fondamentali passaggi dell'operazione di Tansini erano:
1. Incisione cutanea circoscrivendo la regione mammaria e la base del cavo ascellare;
2. Isolamento della parete toracica per dissezione in massa e progressiva verso l’ascella dei piani costitutivi della regione mammaria, assieme ai muscoli grande e piccolo pettorale;
3. Svuotamento del cavo ascellare e della fossa sottoclaveare, risparmiando il nervo grande dorsale e il gruppo artero-venoso sottoscapolare, poiché è da questo che i vasi che irrorano il lembo dorsale hanno origine;
4. Preparazione del lembo dorsale miocutaneo costituito da un piano superficiale (comprendente la cute e il sottocutaneo) e da uno profondo, risultante in massima parte dal muscolo grande dorsale, dal grande rotondo e, in parte, dal muscolo sottospinato;
5. Trasporto del lembo dorsale sul davanti (nella breccia mammaria) e sutura dello stesso con successiva chiusura lineare della breccia dorsale.

## Eredità
In epoca più recente, l'idea di Tansini ha permesso ad alcuni chirurghi di poter attuare la chirurgia riparatrice con lembi miocutanei in qualsiasi parte del corpo, tanto da essere ripresa negli anni '30 del Novecento da Owen Harding Wangensteen, e attualmente negli interventi di microchirurgia.
Ad oggi, l’operazione di Tansini costituisce l’intervento di chirurgia plastica ricostruttiva della mammella a cui si ricorre anche per l’applicazione delle protesi mammarie, ove i muscoli pettorali non siano disponibili o la regione mammaria sia scarsa.

## Scritti principali[10]
- 1880-Sul carbolismo in chirurgia

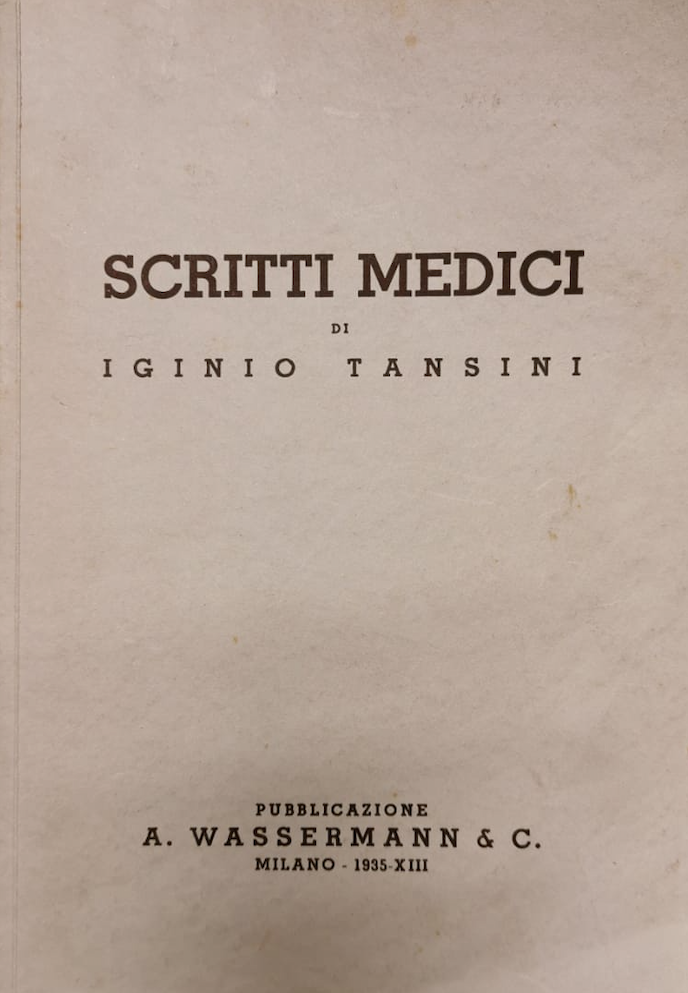
Copertina de Scritti medici del 1935

- 1882-Delle anomalie anatomiche più importanti per la medicina operatoria
- 1884-Sopra una estirpazione totale di gozzo voluminoso
- 1884-Laparotomia violenta, gastrografia, guarigione
- 1886-Sull’isolamento dell’intestino dal mesenterio
- 1902- Contributo di chirurgia renale
- 1902- Deviazione del sangue portale con l’innesto diretto della vena porta nella vena cava
- 1906-Sopra il mio nuovo processo di amputazione della mammella
- 1921-Medicina operatoria: lezioni, anno accademico 1920-1921
- 1923-Medicina operatoria:1923-1924
- 1935-Scritti medici